# Рохас, Жоао
Жоа́о Ро́бин Ро́хас Мендо́са (исп. Joao Robin Rojas Mendoza; родился 14 июня 1989 года, Ла-Тронкаль) — эквадорский футболист, вингер клуба «Депортиво Гарсиласо». Выступал в сборной Эквадора. Участник чемпионата мира 2014 года. 

## Клубная карьера

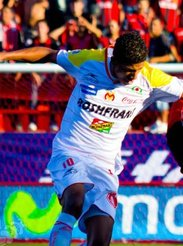
Рохас в составе «Монаркас Морелия»

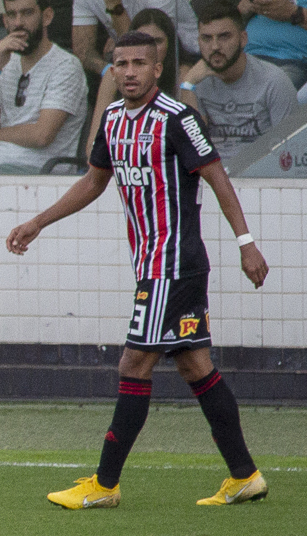
Рохас в составе «Сан-Паулу»

Рохас начал профессиональную карьеру в клубе «Текнико Университарио». В 2009 году он перешёл в «Эмелек», с которым в первом же сезоне завоевал серебро Примеры А. В 2011 году Рохас на правах аренды отправился в мексиканский «Монаркас Морелия». 9 января в матче против «Атласа» он дебютировал в мексиканской Примере. 20 февраля в поединке против «Америки» Жоао забил свой первый гол за команду. После удачного сезона руководство «персиков» выкупило трансфер Рохаса у «Эмелека». После бронзы Клаусуры, Жоао провёл ещё два сезона в Морелии.
Летом 2013 года он перешёл в «Крус Асуль». 21 июля в матче против «Монтеррея» Рохас дебютировал за новый клуб. Через неделю в поединке против «Сантос Лагуна» он забил первый гол за команду.
В 2014 году Рохас помог клубу выиграть Лигу чемпионов КОНКАКАФ. 20 декабря в матче клубного чемпионата мира против новозеландского «Окленд Сити» он забил гол. В апреле 2017 года появилась информация о заинтересованности казанского «Рубина» в приглашении Рохаса. Летом 2017 года Рохас на правах аренды перешёл в аргентинский «Тальерес». 10 сентября в матче против «Годой-Крус» он дебютировал в аргентинской Примере. В этом же поединке Жоао забил свой первый гол за «Тальерес».
Летом 2018 года Рохас подписал контракт на два года с бразильским «Сан-Паулу». 19 июля в матче против «Фламенго» он дебютировал в бразильской Серии A. 5 августа в поединке против «Васко да Гама» Жоао забил свой первый гол за «Сан-Паулу». 26 мая 2021 года в матче Южноамериканского кубка против перуанского «Спортинг Кристал» он забил гол. В том же году Жоао помог команде выиграть Лигу Паулиста.
В 2022 году Рохас вернулся на родину, заключив соглашение с «Оренсе». 3 апреля в матче против «Мушук Руна» он дебютировал за новый клуб. 20 апреля в поединке против ЛДУ Кито Жоао забил свой первый гол за «Оренсе». В начале 2023 года Рохас перешёл в перуанский «Депортиво Гарсиласо». 11 февраля в матче против АДТ Тарма он дебютировал в перуанской Примере. В этом же поединке Жоао забил свой первый гол за «Депортиво Гарсиласо». 

## Международная карьера
С 2009 года Рохас в составе молодёжной сборную Эквадора выступал на молодёжном чемпионате Южной Америки в Венесуэле. В первом же поединке против молодёжной сборной Перу он забил два гола и помог команде выиграть.
13 ноября 2008 года в товарищеском матче против сборной Мексики Рохас дебютировал за сборную Эквадора. 12 ноября 2011 года во встрече отборочного турнира чемпионата мира 2014 против сборной Парагвая забил свой первый гол за национальную команду.
В 2014 году Рохас принял участие в чемпионате мира в Бразилии. На турнире он сыграл в матче против сборной Швейцарии. 

### Голы за сборную Эквадора
| #   | Дата           | Место                                    | Противник | Счёт | Соревнование                     |
| --- | -------------- | ---------------------------------------- | --------- | ---- | -------------------------------- |
| 01. | 12 ноября 2011 | Дефенсорес дель Чако, Асунсьон, Парагвай | Парагвай  | 2:1  | Чемпионат мира 2014 квалификация |
| 02. | 21 марта 2013  | Атауальпа, Кито, Эквадор                 | Сальвадор | 5:0  | Товарищеский матч                |

## Достижения
Командные
 «Крус Асуль»
- Победитель Лиги чемпионов КОНКАКАФ — 2013/2014

 «Сан-Паулу»
- Победитель Лиги Паулиста — 2021